# Синт-Гиллис-бэй-Дендермонде
Синт-Гиллис-бэй-Дендермонде (нидерл. Sint-Gillis-bij-Dendermonde) — посёлок, входящий в состав коммуны Дендермонде, Бельгия. Население (по состоянию на 2007 год) — 12914 жителей, площадь — 10,59 км².
В посёлке расположена остановочная платформа железнодорожной линии Дендермонде-Брюссель.
Каждый год в Синт-Гиллисе проводится парад цветов.

## Происшествия
23 января 2009 года было совершено жестокое нападение на расположенный в Синт-Гиллисе детский сад.